# Юридичний самозахист
Юридичний самозахист — це право кожної людини захищати свої порушені права та інтереси з використанням передбачених міжнародними стандартами прав людини та законами механізмів правового захисту без звернення до правоохоронних органів чи суду. Науковці розглядають самозахист як передбачені законом дії фактичного порядку і юридичні засоби, що дозволяють особі використовувати проти правопорушника власні дозволені примусові дії.
Іншими словами, це комплекс правомірних дій громадянина, спрямованих на захист власних прав та свобод від протиправних посягань при мінімальній участі держави в особі суду чи поліції. Такі дії мають відповідати законам та морально-етичним нормам суспільства.
Основною метою самозахисту є відновлення певного правового статусу , яке існувало до порушення, примушення винуватців усунути шкідливі наслідки своїх протиправних дій. Головне при цьому — діяти радше розумно, ніж емоційно, обираючи суто правові методи без ескалації конфлікту.
Правильно організований юридичний самозахист дає змогу ефективно реагувати на ущемлення прав та інтересів, не чекаючи втручання держорганів. Це вкрай важливо в умовах, коли доступ до правосуддя часто є обмеженим.
Юридичний самозахист визнається одним із базових конституційних прав громадян України. Воно передбачає можливість кожного вдатися до цілком законних механізмів для захисту в разі порушень норм закону та ущемлень прав та свобод. Особливо актуальним самозахист є у ситуаціях, коли держава та її органи не можуть оперативно вжити необхідних заходів на захист громадян чи навіть самі виступають в ролі порушника.
Важливою складовою успішного самозахисту є розуміння законодавства та власних прав. Саме тому так багато фахівців наголошують на необхідності підвищення рівня правової грамотності населення.
Саме завдяки обізнаності людина може швидко визначити факт порушення її прав, чітко дати йому оцінку на основі законодавчих норм та обрати адекватні і законні методи відстоювання власних інтересів. Ті ж, хто ігнорує пізнання основ права, приречені почуватися беззахисними та зневірятись у можливості протидіяти беззаконню, що аж ніяк не сприяє побудові громадянського суспільства.
Про основи юридичного самозахисту можна дізнатись в освітньому Проекті, присвяченому розвитку юридичної обізнаності українців "Юридичний самозахист: правова грамотність для всіх"
Існує кілька ефективних способів юридичного самозахисту.
1. Початковим кроком за умови виявлення факту порушень має стати збір та фіксація доказів. Фотографії, відео, скриншоти листувань, аудіозаписи — все це може знадобитись як доказова база у майбутньому розгляді вашої справи. Також вкрай бажано отримати письмові свідчення безпосередніх очевидців конфлікту чи інциденту. І наостанок, бажано створити власний опис ситуації, зафіксувавши всі факти та деталі, особливо хронологію подій. Така ретельно підготовлена база значно полегшить процедуру доказування та аргументації вашої позиції.
2. Наступним логічним кроком має стати надсилання офіційної письмової претензії до порушника із зазначенням конкретних фактів порушень та ваших вимог щодо поновлення ваших законних прав. Лист має містити чіткі формулювання, вичерпний опис ситуації, посилання на норми законодавства та однозначні терміни для вжиття заходів. Така претензія стане ще одним важливим козирем у майбутньому доведенні вини опонента.
3. І за потреби, варто звернутись до фахівців — адвокатів, правозахисників, небайдужих активістів, що допоможуть скерувати процес самозахисту в найбільш оптимальне русло з огляду на конкретні обставини.